# Diocesi di Voli
La diocesi di Voli (in latino Dioecesis Volitana) è una sede soppressa e sede titolare della Chiesa cattolica.

## Storia
Voli, nell'odierna Tunisia, è un'antica sede episcopale della provincia romana dell'Africa Proconsolare, suffraganea dell'arcidiocesi di Cartagine.
Voli diede alla Chiesa un gruppo di martiri, conosciuti come martiri volitani, per i quali sant'Agostino pronunciò un sermone.
Sono quattro i vescovi noti di questa sede. Alla conferenza di Cartagine del 411, che vide riuniti assieme i vescovi cattolici e donatisti dell'Africa, parteciparono, per parte cattolica Crispolo, e per parte donatista Quodvultdeus. Attorno al 412 è ricordata la morte del vescovo Murano, contemporaneo del vescovo cartaginese Aurelio. Tra i vescovi cattolici convocati a Cartagine dal re vandalo Unerico nel 484 partecipò Bonifatius Bolitanus, che venne esiliato in Corsica.
Dal 1933 Voli è annoverata tra le sedi vescovili titolari della Chiesa cattolica; dal 25 gennaio 2024 l'arcivescovo, titolo personale, titolare è Janusz Urbańczyk, nunzio apostolico in Zimbabwe.

## Cronotassi

### Vescovi
- Crispolo † (menzionato nel 411)
  - Quodvultdeus † (menzionato nel 411) (vescovo donatista)
- Murano † (menzionato nel 412)
- Bonifacio † (menzionato nel 484)

### Vescovi titolari
- Petru Plesca † (4 dicembre 1965 - 19 marzo 1977 deceduto)
- Joseph Devine † (5 maggio 1977 - 13 maggio 1983 nominato vescovo di Motherwell)
- Francisco Javier Martínez Fernández (20 marzo 1985 - 15 marzo 1996 nominato vescovo di Cordova)
- Emil Paul Tscherrig (4 maggio 1996 - 30 settembre 2023 nominato cardinale diacono di San Giuseppe in Via Trionfale)
- Janusz Urbańczyk, dal 25 gennaio 2024